# Пехлеви

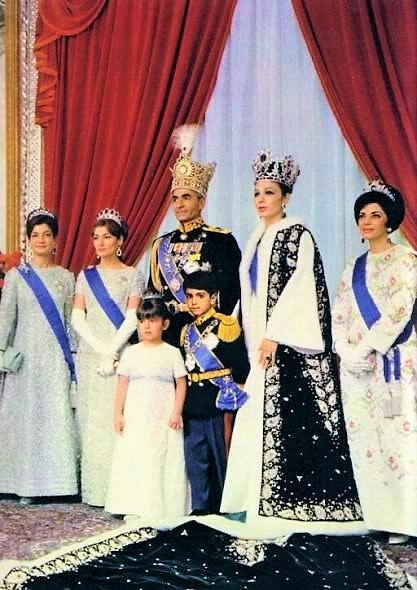
Коронация шаха Ирана (1967). Слева направо: принцесса Ашраф, принцесса Шахназ, шахиншах Мохаммед, принцесса Фарахназ и шахзаде Реза, шахбану Фарах Пехлеви и принцесса Шамс

Пехлеви́ (перс. دودمان پهلوی‎) — иранская шахская династия мазендеранского происхождения, имя которой было взято Резой Пехлеви для напоминания о династическом доме Карин-Пахлевидов, к которому, однако, Реза отношения не имел. Его предки бежали с территории современного Азербайджана в Мазендеран после завоевания первого Российской империей. 
Первым шахом этой династии был Реза-хан Пехлеви, который взошёл на престол в 1925 году, а вторым и последним шахиншахом был Мохаммед Реза Пехлеви, свергнутый в 1979 году во время Исламской революции.

## Зарождение династии
В 1921 году, в разгар государственной смуты и внешней интервенции, иранский офицер Реза-хан с помощью Персидской казачьей бригады с боями занял столицу Тегеран, и был назначен Ахмад-шахом военным губернатором и главнокомандующим, а через некоторое время — военным министром. В 1923 году был назначен премьер-министром. Используя своё положение и авторитет, подготовил свержение династии Каджаров. Учредительная ассамблея меджлиса 31 октября 1925 года объявила о низложении Ахмад-шаха Каджара. 12 декабря 1925 года Реза-хан был провозглашён новым шахиншахом Ирана.

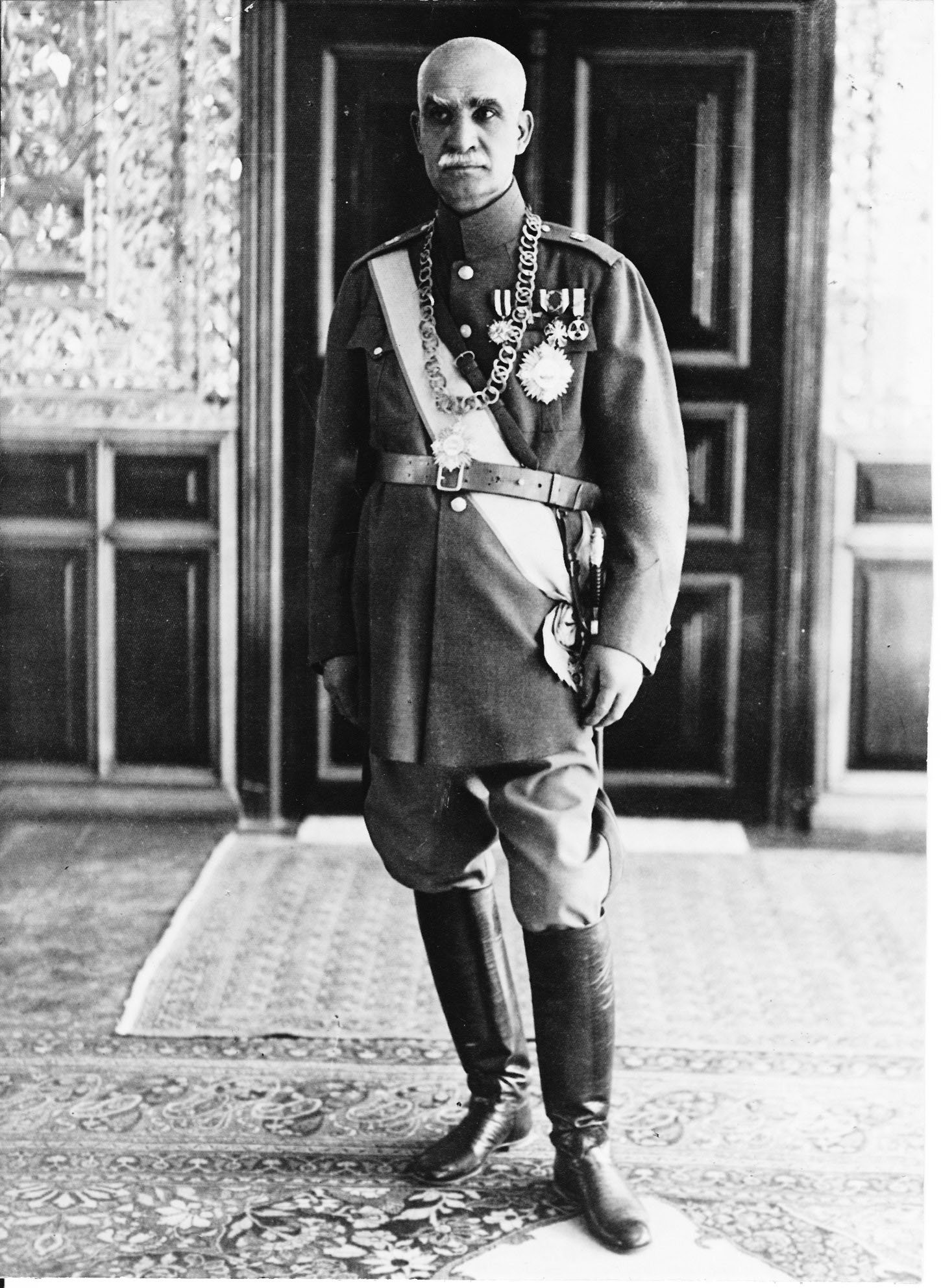
Основатель династии Реза-шах Пехлеви (1930)

Реза Пехлеви объявил политику широкомасштабной модернизации и индустриализации, он послал специалистов проходить обучение в Европу и другие страны, решил улучшить инфраструктуру, систему образования, построить железные и автомобильные дороги. До начала войны страна стала индустриализироваться и урбанизироваться.

## Вторая мировая война
В 1941 году в ходе Второй мировой войны Реза-шах попытался отказать Великобритании и СССР в размещении их войск на территории Ирана. Английские и советские войска вторглись в Иран, и шах был принуждён властями союзников к отречению. Правительство было низвержено. Войска контролировали железные дороги и нефтяные месторождения. Мохаммед Реза Пехлеви, сын шаха, получил разрешение занять трон вместо своего отца.
В 1942 году союзники приняли соглашение о суверенитете Ирана, тем не менее, СССР вывел войска только в мае 1946 года, контролируя длительное время провинции Восточный и Западный Азербайджан.

## После войны
Новый шах продолжал политику своего отца по вестернизации страны: были сделаны шаги в сторону равноправия мужчин и женщин, что вызвало оппозицию широких народных масс и мусульманского шиитского духовенства. Сам шахиншах пытался порвать со многими исламскими традициями, даже ввёл ненадолго летосчисление не от хиджры, а от начала династии Ахеменидов.

### Белая революция
В марте 1975 года в Иране был установлен авторитарный однопартийный режим, всем гражданам было велено принадлежать к правящей партии, а все прочие общественные объединения были запрещены; ещё ранее была учреждена тайная полиция САВАК, а новым элитным подразделением иранских вооружённых сил стала Шахская гвардия.

## Упадок и свержение династии
Исламская революция 1979 года в Иране свергла шаха Мохаммеда, и он покинул страну; умер в изгнании в Каире в следующем году. На волне против реформ последних шахов к власти пришли исламские фундаменталисты во главе с аятоллой Хомейни.

## После свержения
Шах Мохаммед Реза Пехлеви был женат трижды. Третья супруга шаха, Фарах Пехлеви, родила ему двоих сыновей и была коронована как шахбану (императрица) Ирана в 1967 году. Его старший сын Реза Пехлеви после смерти отца является главой дома Пехлеви и считается иранскими монархистами шахиншахом Ирана в изгнании, «солнцем ариев».

## Династия на деньгах Ирана
Иранские шахи Реза Пехлеви и его сын Мохаммед Реза Пехлеви были изображены на всех денежных знаках Ирана всех достоинств с 1928 по 1979 год включительно. Их портреты на деньгах постоянно менялись: сначала взрослели, потом старели вместе с ними.
Жители Ирана на протяжении 52 лет не видели на деньгах ничего, кроме портретов шахов Пехлеви.
Также в честь Пехлеви была названа золотая иранская монета — пехлеви.

## Главы дома Пехлеви
| Имя                   | Портрет | Текст заголовка                | Годы жизни                     | Вступил в должность | Покинул должность |
| --------------------- | ------- | ------------------------------ | ------------------------------ | ------------------- | ----------------- |
| Реза Шах Пехлеви      |         |                                | 16 марта 1878 — 26 июля 1944   | 15 декабря 1925     | 16 сентября 1941  |
| Мохаммед Реза Пехлеви |         | сын Реза Шаха Пехлеви          | 26 октября 1919 — 27 июля 1980 | 16 сентября 1941    | 27 июля 1980      |
| Фарах Пехлеви         |         | супруга Мохаммеда Реза Пехлеви | 14 октября 1938                | 27 июля 1980        | 27 июля 1981      |
| Реза Пехлеви          |         | сын Мохаммеда Реза Пехлеви     | 31 октября 1960                | 27 июля 1981        | в должности       |